# المدرسة المنجكية (القدس)

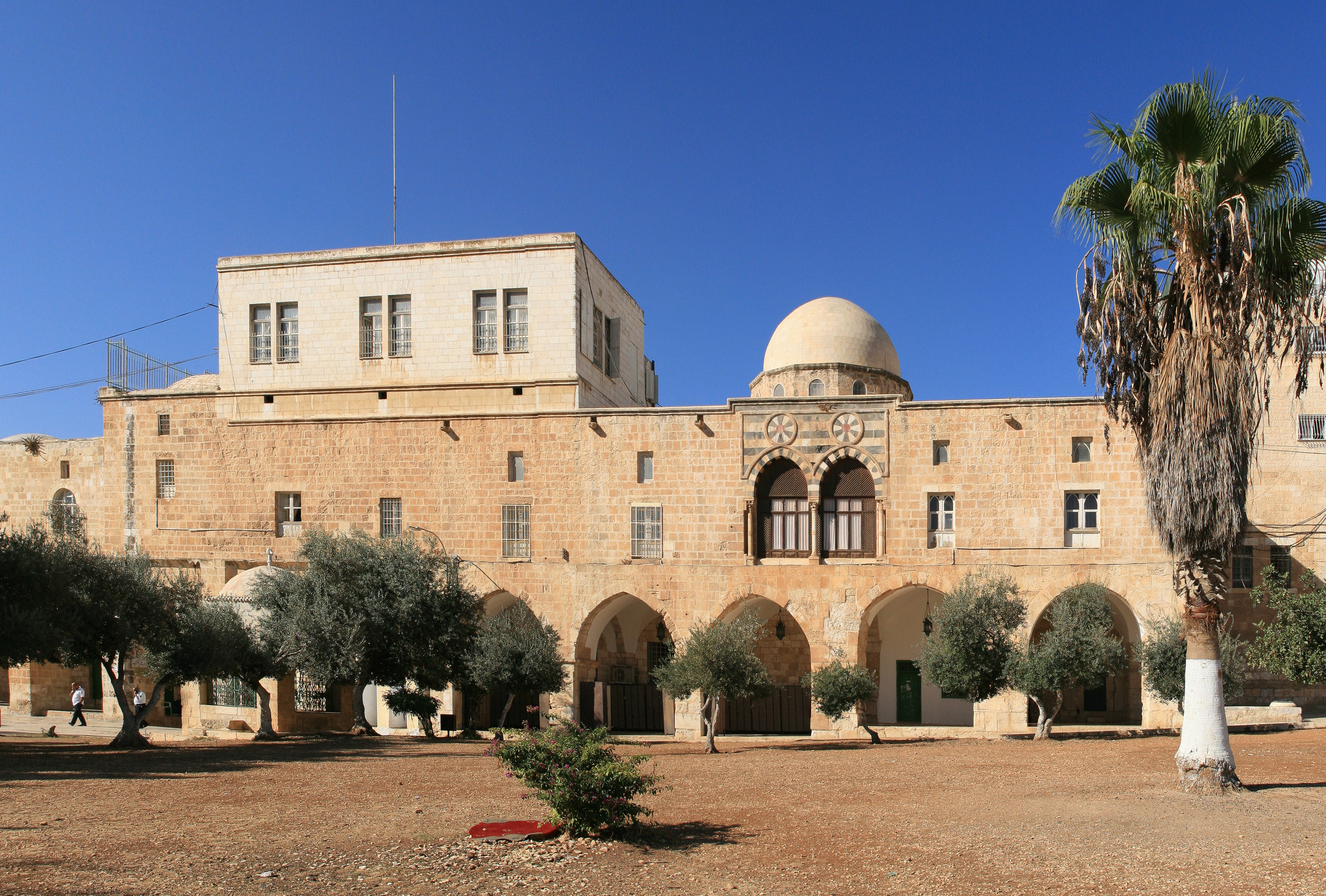

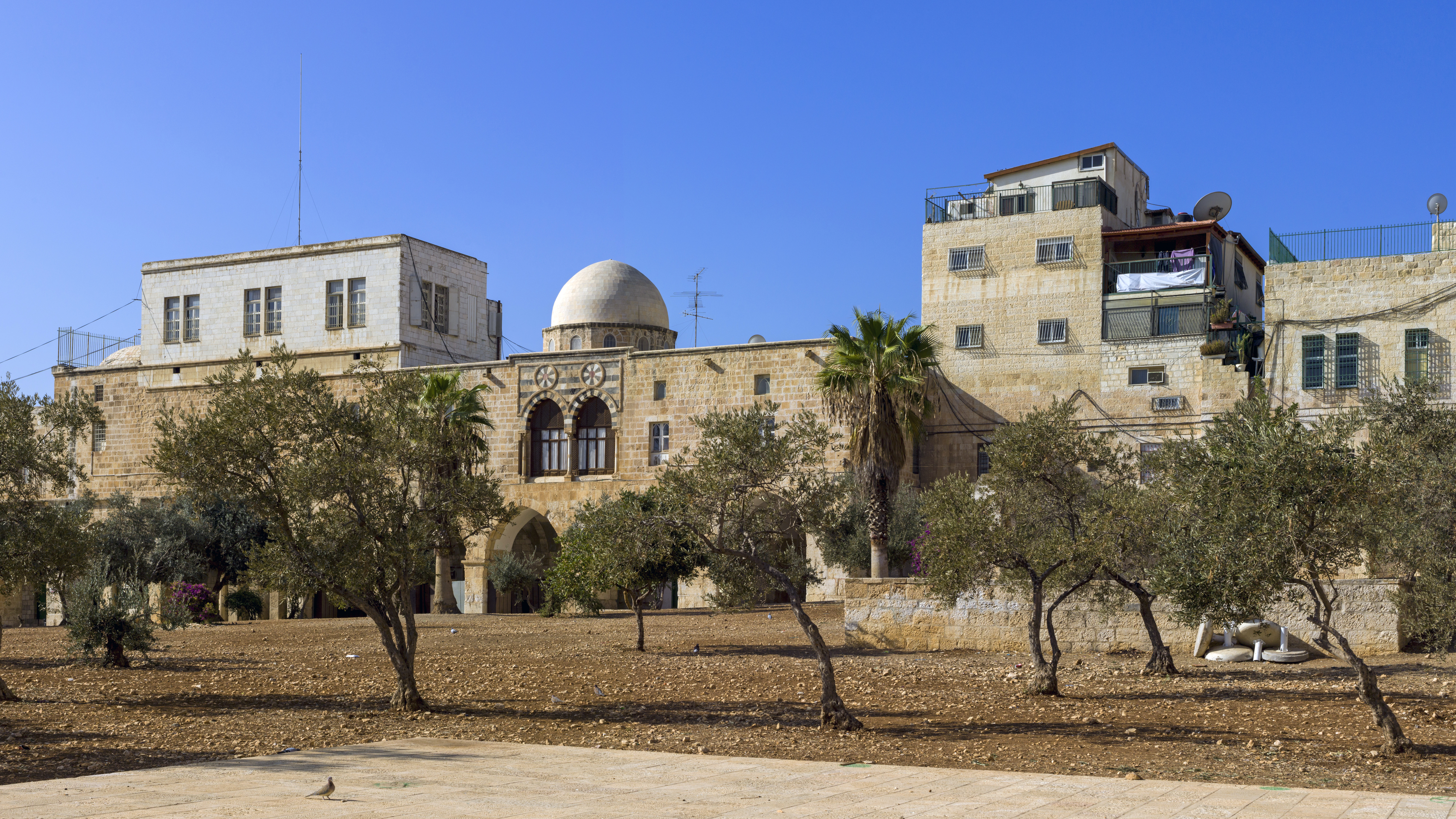

المدرسة المنجكية مدرسة تاريخية يعود تاريخها إلى العصر المملوكي في فلسطين. تقع داخل أسوار البلدة القديمة لمدينة القدس، في طرف المسجد الأقصى من الناحية الغربية إلى الشمال من باب الناظر. أُنشئت سنة 1361م على يد الأمير سيف الدين منجك اليوسفي الناصري.
تلاشت أحوال المدرسة مع الزمن، ثم عُمرت واستٌعملت في أوائل الانتداب البريطاني على فلسطين كمدرسة ابتدائية لصغار الأولاد ثم دارًا للسكن. ولما تأسس المجلس الإسلامي الأعلى خلال الربع الأول من القرن العشرين ضبطها واتخذها مقرًّا له، وضم إليها الدار المجاورة لها والتي كانت تعرف فيما مضى بالمدرسة الحسنية.